# Rundfunkjahr 1989

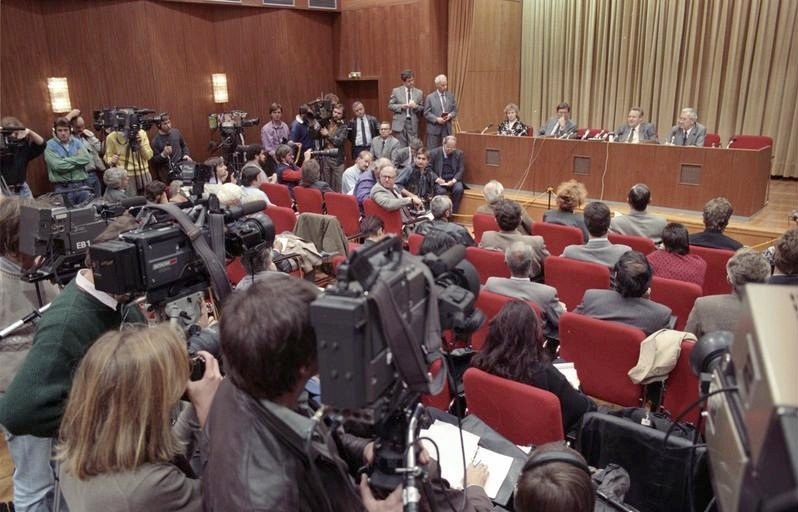
Öffnung der Berliner Mauer: Günter Schabowski gibt auf einer live im DDR-Fernsehen ausgestrahlten Pressekonferenz neue Regelungen für Reisen von DDR-Bürgern nach dem Westen bekannt.

Liste der Rundfunkjahre

◄◄ | ◄ | 1985 | 1986 | 1987 | 1988 | Rundfunkjahr 1989 | 1990 | 1991 | 1992 | 1993 | ► | ►►

Weitere Ereignisse

## Allgemein
- Sony stellt das Hi8-Videosystem vor, das auf dem Video 8-Standard aufbaut und eine deutliche Qualitätsverbesserung im Bild- und Tonbereich bietet. In den 1990er Jahren ist Hi8 im Amateurbereich weit verbreitet, es werden aber auch Hi8-Camcorder für den professionellen Einsatz gebaut. Im gleichen Jahr präsentiert das Unternehmen den vorerst nur in Japan erhältlichen CCD TR-55, den bis dahin kleinsten und leichtesten Camcorder der Welt.[1]
- 1. Januar – Der NDR startet ein eigenes Videotextangebot.
- 15. April – Die IG Medien werden auf dem Vereinigungskongress in Hamburg durch Fusion der „IG Druck und Papier“ und der „IG Kunst, Kultur und Medien“ gegründet.
- 21. April – In Japan kommt der Game Boy auf den Markt. Ab 1990 ist die Handheld-Konsole auch in Europa erhältlich.
- Mai – In der Sowjetunion tritt der neu gewählte Volkskongress zusammen, dessen Sitzungen auch im 2. Programm des sowjetischen Fernsehens übertragen werden. Erstmals haben die Bürger des Landes somit die Möglichkeit die Debatten ungefiltert mitzuerleben, was jedoch auch zu Problemen führt. So beklagen sich konservative Abgeordnete über diese neue Offenheit, oft unter dem Hinweis darauf, dass durch die rege Anteilnahme der Bevölkerung die Arbeit in den Betrieben zum Erliegen komme. Auch ausländische Medien berichten ausführlich, sowohl über diesen Umstand, als auch die Debatten selbst (z. B. ORF-Mittagsjournale).
- 5. Juni – Start des Fernmeldesatellit DFS-Kopernikus. Den Sendebetrieb nimmt er am 1. August auf.
- 28. September – Die Sony Corporation of America kauft die US-amerikanische Columbia Pictures um 3,4 Milliarden US-Dollar auf. Der vielbeachtete Deal ist Teil einer Serie von spektakulären Übernahmen von amerikanischen Traditionsunternehmen durch japanische Investoren während der zweiten Hälfte der 1980er Jahre. Newsweek kommentiert den Deal, dass Sony mit Columbia Pictures ein „Stück der amerikanischen Seele aufgekauft“ habe.[2]
- 2. Oktober – Der Saarländische Rundfunk richtet einen Teletext mit dem Namen SaaR-Text ein.
- 4. November – Auf dem Alexanderplatz in Ost-Berlin findet die größte Demonstration für Presse- und Meinungsfreiheit und freie Wahlen in der Geschichte der DDR statt.
- 9. November – Öffnung der deutsch-deutschen Grenze.
- 21. Dezember – Der Ministerrat der DDR beschließt die Auflösung des Staatlichen Komitees für Rundfunk und des Staatlichen Komitees für Fernsehen.[3]

## Hörfunk
- 15. Mai – In Belgrad geht der Hörfunksender B92 auf Sendung.
- 24. August – Auf der Internationalen Funkausstellung in Berlin startet Bundespostminister Christian Schwarz-Schilling das Digitale Satellitenradio.
- 6. November – Hit Radio FFH erhält als erstes Privatradio in Hessen eine Sendelizenz.
- 9. November – Öffnung der Berliner Mauer: als einer der ersten Hörfunksender bringt RIAS um 21 Uhr 30 eine Reportage von dem soeben geöffneten Grenzübergang Bornholmer Straße zwischen den damaligen Berliner Bezirken Pankow und Mitte.
- 13. November – Englands erstes multikulturelles Hörfunkprogramm, London Greek Radio, geht auf Sendung.
- 2. Dezember – Der Hessische Rundfunk strahlt die erste Folge Hörfunkreihe Radio unfrisiert aus.

## Fernsehen

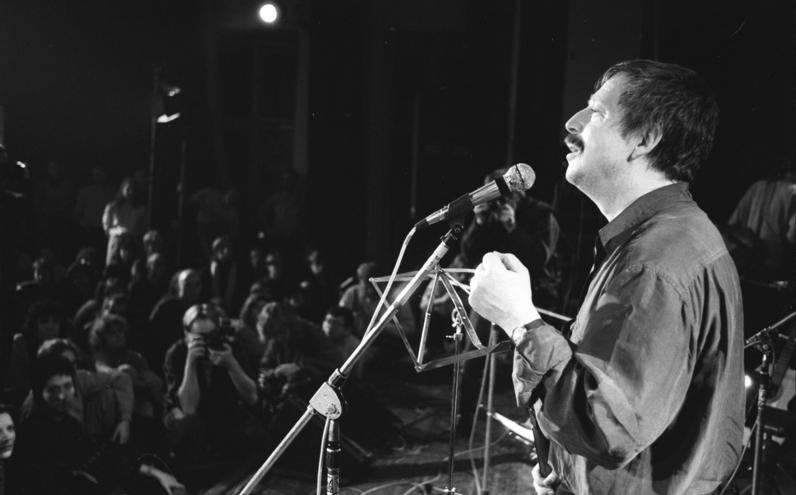
Zwölf Jahre nach seiner Ausbürgerung tritt Wolf Biermann wieder in der DDR auf

Logo der Zeichentrickserie Die Simpsons, welche am 17. Dezember seine erste reguläre Folge startete.

- 1. Januar – Pro 7 nimmt mit täglich neun Stunden Programm in München seinen Sendebetrieb auf.
- 4. Januar – Im Ersten Deutschen Fernsehen (ARD) und auf FS1 (ORF) hat die Krimiserie Peter Strohm mit Klaus Löwitsch Premiere. Titel der ersten Folge: Tod eines Freundes.
- 4. Januar – Die US-Kriegsserie NAM - Dienst im Vietnam ist erstmals bei RTLplus zu sehen.
- 10. Januar – Vier Tage vor dem Ableben Robert Lembkes läuft in der ARD die letzte Folge des Quiz Was bin ich?.
- 10. Januar – Die deutsche Fernsehserie Das Nest hat beim Ersten Deutschen Fernsehen Premiere.
- 15. Januar – Auf RTLplus ist die erste Ausgabe der Talkshow Explosiv – Der heiße Stuhl zu sehen.
- 16. Januar – In der ARD ist die erste Folge der Langzeitdoku Berlin – Ecke Bundesplatz zu sehen. Die Serie schildert den Alltag von Anwohnern des Viertels um den Verkehrsknotenpunkt Bundesplatz in Berlin-Wilmersdorf zwischen 1986 und 2009.
- 18. Januar – Im Ersten Deutschen Fernsehen ist die französisch-deutsche Serie Ein Lord für alle Fälle erstmals zu sehen.
- 28. Januar – Bei der Vergabe der 47. Golden Globes in Los Angeles werden die Fernsehserien thirtysomething und Wunderbare Jahre ausgezeichnet.
- 4. Februar – Auf RTLplus startet Klack, moderiert von Nicole Bierhoff.
- 5. Februar – Der von einigen Anstalten der EBU gegründete Spartensender Eurosport geht auf Sendung.
- 15. Februar – RTLplus übernimmt erstmals Baretta.
- 27. Februar – Das Erste Deutsche Fernsehen übernimmt die Serie Pipo schafft alle.
- 26. März – Die US-Abenteuerserie Die 7-Millionen-Dollar-Frau startet exklusiv bei RTLplus.
- 8. April – Die US-amerikanische Zeichentrickserie DuckTales – Neues aus Entenhausen wird erstmals vom Gemeinschaftsprogramm der ARD (Erstes Deutsches Fernsehen) ausgestrahlt.
- 11. April – Die Quizshow nach einer Idee vom verstorbenen Quizmoderator Hans Rosenthal, Quiz nach Quoten hat erstmals im ZDF Premiere.
- 28. April – Die deutsche Fernsehserie Drei unter einer Decke ist erstmals im Ersten Deutschen Fernsehen zu sehen.
- Mai – Der französische Sender La Sept beginnt mit der von Marc Ferro gestalteten und moderierten Sendereihe Histoire parallèle.
- 2. Mai – RTLplus strahlt die erste Ausgabe der Spielshow Der Preis ist heiß aus.
- 4. Mai – Im ZDF ist zum ersten Mal die Spielshow Super-Flip zu sehen.
- 5. Juli – NBC beginnt mit der Ausstrahlung der ersten Folge der Sitcom Seinfeld.
- 1. September – Die vom DDR-Fernsehen produzierte Serie Johanna hat Premiere.
- 1. September – Das DDR-Fernsehen strahlt die erste Ausgabe des Magazins Elf 99 aus.
- 4. September – Die amerikanische Serie Auf Kollisionskurs ist zum ersten Mal im ZDF zu sehen.
- 5. September – Im ZDF ist in deutscher Erstausstrahlung die Familienserie Mit Leib und Seele zu sehen.
- 22. September – ABC zeigt die erste Folge der Sitcom Alle unter einem Dach, welche einer der erfolgreichsten Sitcoms mit schwarzer Besetzung ist.
- 24. September – Die 15-teilige Serie aus Polen Janna hat erstmals beim Ersten Deutschen Fernsehen Premiere.
- 30. September – Das ZDF zeigt Rivalen der Rennbahn.
- 2. Oktober – Start des gemeinsamen Mittagsprogramms von ARD und ZDF.
- 5. Oktober – Das ZDF startet die 37-teilige deutsche Familienserie Zwei Münchner in Hamburg.
- 5. Oktober – Total Normal ist erstmals im Ersten Deutschen Fernsehen zu sehen.
- 5. Oktober – Bei RTLplus ist erstmals die US-Kriegsserie Pazifikgeschwader 214 zu sehen.
- 7. Oktober – Das Europamagazin wird erstmals im Gemeinschaftsprogramm der ARD (Erstes Deutsches Fernsehen) ausgestrahlt.
- 9. Oktober – Die Mission Eureka wird vom ZDF ausgestrahlt.
- 9. Oktober – Die britische Miniserie Am Rande der Finsternis ist erstmals im Ersten Deutschen Fernsehen zu sehen.
- 19. Oktober – Ramona wird erstmals im Ersten Deutschen Fernsehen ausgestrahlt.
- 23. Oktober – Die Fragen und Antwortspieleshow Atoll hat Premiere im Ersten Deutschen Fernsehen.
- 30. Oktober – Das DDR-Fernsehen stellt Karl-Eduard von Schnitzlers montägliche Sendung Der schwarze Kanal ein.
- 5. November – Deutsche Erstausstrahlung von Radiofieber im Ersten Deutschen Fernsehen.
- 6. November – Der ORF eröffnet ein Korrespondentenbüro in Budapest.
- 6. November – Bei Sat.1 ist die US-Serie Mississippi zu sehen.
- 9. November – Auf einer mit internationalen Journalisten besetzten und im DDR-Fernsehen live ausgestrahlten Pressekonferenz gibt Günter Schabowski neue Reiseregelungen für DDR-Bürger nach dem Westen bekannt, was – unbeabsichtigt – zur Öffnung der Berliner Mauer noch am gleichen Abend führt.
- 14. November – Der weite Himmel ist im Ersten Deutschen Fernsehen in deutscher Erstausstrahlung zu sehen.
- 23. November – Das Jugendmagazin Elf 99 des DDR-Fernsehens zeigt in einer aufsehenerregenden Reportage das (im Vergleich zum Westen) relative Luxusleben von führenden SED-Mitgliedern und deren Angehörigen in der abgeschirmten Siedlung Wandlitz.[4]
- 1. Dezember – Wolf Biermann gibt in den Leipziger Messehallen sein erstes Konzert in der DDR seit seiner Ausbürgerung 1977. Der Auftritt wird vom ost- wie vom westdeutschen Fernsehen live übertragen.
- 16. Dezember – Die US-Serie Mit Herz und Scherz, (Originaltitel: Coach) hat Premiere bei RTLplus.
- 17. Dezember – FOX strahlt die erste reguläre Folge der Simpsons aus.
- 21. Dezember – Die 14-teilige Dokumentationsserie Tagebuch einer Gänsemutter ist erstmals im Ersten Deutschen Fernsehen zu sehen.
- 25. Dezember – Im ZDF beginnt die 6-teilige deutsch-österreichisch-französische Jugendserie Laura und Luis.
- 26. Dezember – Das rumänische Fernsehen strahlt einen einstündigen Filmbeitrag mit Originalaufnahmen vom Prozess und der Hinrichtung des Ehepaares Nicolae und Elena Ceaușescu.
- 31. Dezember – Im ZDF beginnt zum ersten Mal die 27-teilige deutsche Kinder- und Jugendserie Spreepiraten

## Gestorben
- 10. Januar – Der US-amerikanische Radioreporter Herbert Morrison stirbt 83-jährig. Morrison wurde weltweit bekannt durch seine Livereportage von der Katastrophe des Luftschiffes LZ 129 „Hindenburg“ am 6. Mai 1937.
- 14. Januar – Robert Lembke, deutscher Journalist und Fernsehmoderator, stirbt 75-jährig in München. Lembke wurde vor allem durch die Rateshow Was bin ich? berühmt.
- 12. April – Edi Finger, österreichischer Sportreporter stirbt 65-jährig in Maria Enzersdorf.
- 26. April – Lucille Ball, US-amerikanische Schauspielerin und Fernsehpersönlichkeit (zahlreiche Sitcoms unter den Namen I love Lucy, 1951–1957, The Lucy Show, 1962–1968 oder Here's Lucy, 1968–1974) stirbt 77-jährig in Beverly Hills.
- 27. April – Matsushita Kōnosuke, japanischer Unternehmer stirbt 94-jährig. Matsushita gründete 1918 die Matsushita Elektrogeräte Fabrik, aus der nach dem Zweiten Weltkrieg die international verkauften Marken JVC, Panasonic und Technics hervorgingen.
- 5. Mai – Wolfgang Neuss, deutscher Kabarettist, Schauspieler und Fernsehmoderator (Leute) stirbt 65-jährig im damaligen West-Berlin.
- 15. Juni – Victor French, US-amerikanischer Regisseur und Seriendarsteller (Mark Gordon in Ein Engel auf Erden) stirbt 54-jährig in Los Angeles.
- 3. Juli – Jim Backus, US-amerikanischer Schauspieler (Gilligans Insel, 1964–1967) und Synchronsprecher, stirbt 76-jährig in Los Angeles.
- 10. Juli – Mel Blanc, US-amerikanischer Schauspieler, Hörspiel- und Synchronsprecher (Stimme der Zeichentrickfigur Daffy Duck), stirbt 81-jährig in Los Angeles.
- 4. Oktober – Graham Chapman, britischer Schriftsteller und Schauspieler, Mitglied der Komikergruppe Monty Python, stirbt 48-jährig in Maidstone.
- 1. November – Hoimar von Ditfurth, deutscher Arzt, Journalist und Fernsehmoderator stirbt 68-jährig in Freiburg im Breisgau.
- 21. November – Harvey Hart, US-amerikanischer Filmregisseur und Fernsehproduzent (Raumschiff Enterprise, Columbo) stirbt 61-jährig in New York City.
- 8. Dezember – Max Grundig, deutscher Unternehmer und Gründer des Elektronik-Konzerns Grundig, stirbt 81-jährig in Baden-Baden.
- 16. Dezember – Marjorie Westbury, britische Schauspielerin, Hörspielsprecherin und Sängerin stirbt 84-jährig in Maresfield bei Uckfield, Sussex. Sie sprach bei der BBC zwischen 1945 und 1968 die Rolle der Steve Temple in allen Paul-Temple-Hörspielen.
- 25. Dezember – Alfred Bohl, deutscher Schauspieler, Hörspiel- und Synchronsprecher stirbt 80-jährig in Weimar. Er synchronisierte u. a. Nigel Bruce in 10 Sherlock-Holmes-Filmen, die zwischen 1943 und 1946 entstanden sind.